# Castillo de Comlongon
El Castillo de Comlongon es un torreón que data del siglo XV. Se encuentra a 1 km al oeste del pueblo de Clarencefield, a 10 km al sureste de Dumfries, en el suroeste de Escocia. La torre original fue ampliada después de que se añadiera una mansión de estilo baronial del siglo XIX. El castillo y la mansión son ahora un hotel.

## Historia
Thomas Randolph, I conde de Moray, concedió las tierras de Comlongon, a principios del siglo XIV,a su sobrino William de Moravia, antepasado de los Murray de Cockpool. Su descendiente Cuthbert de Cockpool construyó el Castillo de Comlongon a finales del siglo XV, para reemplazar el antiguo castillo de Cokpool de los Murray, del que solo se conserva la Granja Cockpool, al suroeste de Comlongon. Su hijo John Murray fue nombrado Barón Cockpool en 1508. Los descendientes de los Murray fueron, posteriormente, nombrados Vizcondes de Stormont en 1621, y Condes de Mansfield en 1776, y Cromlongon formó parte de las posesiones de ese título hasta 1984.

## El castillo

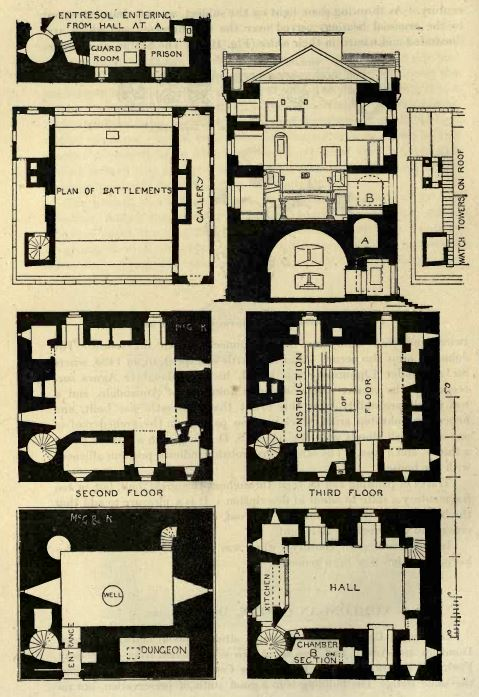
Planos de planta y sección del castillo de Comlongon, Escocia.

La torre de piedra arenisca roja es de aproximadamente 15 por 13 metros, y 18 metros de altura hasta los parapetos. Se construyó sobre una piedra plinto, con el fin de apoyar la estructura en lo que era un terreno pantanoso. La entrada a la torre todavía conserva la verja original, es decir una rejilla de metal delante de la puerta. Esto da paso a una bodega abovedada con un pozo, y dos escaleras en espiral que conduce a la parte de arriba. La escalera principal se encuentra en la esquina noreste y conduce hasta una buhardilla en el nivel del parapeto, mientras que la segunda escalera sirve para llegar a la primera planta.
El recibidor está dominado por una gran chimenea, con el escudo real de Escocia encima de ella. Este emblema heráldico tallado encima de varias ménsulas por medio de cincel, demuestra la riqueza relativa de los Murray. Una chimenea separada en el final opuesto del salón principal pudo haber sido usada por una cocina estrecha, y podría haber estado separada del salón por una mampara de madera donde ahora hay una pared.
La característica más destacable de Comlongon son las paredes, de unos 4 metros de grosor en algunos lugares, y plagadas de habitaciones interconectadas, a un nivel nunca visto anteriormente en los castillos escoceses. La estrecha cocina es una de esas habitaciones. También dentro de las paredes del salón hay una sala de guardia, con una celda, y una trampilla que da acceso a una sombría mazmorra.
Sobre el salón principal se encuentran dos plantas, con parapetos al nivel del tejado. El parapeto oeste fue techado antes de 1624, cuando se llevó a cabo un inventario, creando una galería. Una estructura similar fue construida sobre la esquina sureste, dando a la fachada sur una apariencia simétrica. Las plantas superiores también fueron subdivididas antes de esta época.
Hubo una época en la que un foso y un terreno vallado rodeaban la torre, aunque fueron quitados a principios del siglo XVIII, cuando se añadió una casa señorial al ala este de la torre. Entre 1890 y 1902 esta casa fue remplazada por la actual mansión baronial escocesa, por los arquitectos James Barbour & JM Bowie de Dumfries. El castillo fue comprado por los actuales propietarios, al Conde de Mansfield, en 1984, y fue renovado hasta su condición actual, siendo usado como hotel desde entonces.